# 欧州連合の機構
欧州連合の機構（おうしゅうれんごうのきこう）では、欧州連合の運営を担う主要な7つの機構について概説する。欧州連合条約の第13条ではこの7つの機構について、欧州議会、欧州理事会、理事会（旧閣僚理事会）、欧州委員会、欧州連合司法裁判所、欧州中央銀行、会計監査院の順で列挙している。

## 沿革
欧州連合の諸機関は1952年の欧州石炭鉄鋼共同体の発足とともに設置されたものである。その後とくに欧州議会の権能が強化されて理事会との権限の均衡が図られるようになっていった。欧州委員会は両者の仲介に当たったり、あるいは一方に協力したりするなどの役割を果たしてきている。しかしながら欧州委員会は欧州議会に対する説明責任がより求められるようになっており、1999年のサンテール委員会の総辞職や、2004年のバローゾ委員会人事案の再考といった事例も見られるようになっている。条約や合意などによる漸進的な変更を加えながら諸機関は成長を重ねてきたということは、ひとつの明確な「マスター・プラン」を持たない欧州連合の機構の進展を示す証左となっている。これについてワシントン・ポストのトム・レイドなど一部からは「だれも欧州連合のような複雑で面倒な運営体制をわざわざ作ることはなかっただろう」と評されている。その後も、従来の基本条約と置き換えられることが企図されていたもののフランスとオランダでの国民投票で否決された欧州憲法条約や、その代替となったリスボン条約では諸機関の規定に変更が加えられた。

### 草創期
欧州連合の機関が設置され始めたのは1950年代のことで、シューマン宣言をもとに6か国の間で創設された欧州石炭鉄鋼共同体の発足によるものである。欧州石炭鉄鋼共同体は軍需品ともなる石炭および鉄鋼市場を超国家的機関の管理下におき、平和と経済成長を目指すことが目的とされた。共同体の中核となるのは「最高機関」と呼ばれる執行機関で、共同体に関して超国家的な権限を有していた。最高機関が策定した法令は司法裁判所によって司られ、司法裁判所はそれらの法令を守り、また仲介に当たっていた。
また設立条約の協議では、最高機関の権限と均衡を図るための2つの監督機関が盛り込まれることが提案された。そのひとつが、ジャン・モネが提案した監視者、重石役として機能することや、民主的正当性を与えることが目論まれた「共同総会」であり、共同総会は78名の加盟国の議員で構成された。もうひとつが、小規模の加盟国が提唱した理事会であり、これは政府間主義的な要素を加え、加盟国の政策と最高機関の政策との調整を行なう機能が企図された。

### 変遷
1957年に署名された2つのローマ条約によって、共同市場の創設を目指す欧州経済共同体と原子力エネルギーでの協力を促進する欧州原子力共同体が設立された。3つの共同体は司法裁判所と議会を共有していたが、理事会と最高機関は個別のものを有しており、とくに欧州経済共同体と欧州原子力共同体の執行機関は「委員会」という名称が与えられていた。このように機関が共有されなかったのは委員会と理事会の関係が欧州石炭鉄鋼共同体と他の2共同体とで異なっていたためである。当時のフランス政府は共同体の超国家的な性格に対して警戒感を持っており、新設される2つの共同体においては執行機関の権限を抑え、理事会の監督機能を強化したいと考えていた。
3つの共同体は1967年に合併条約によって諸機関が統合され、いわゆる「欧州諸共同体」と呼ばれる体制となった。欧州石炭鉄鋼共同体と欧州原子力共同体の各機関はそれぞれ欧州経済共同体の機関に継承されており、たとえば現在の欧州委員会は欧州経済共同体の委員会を直接の起源としている。また2つのローマ条約では共同総会（のちに「議員会議」を経て「欧州議会」に改称）は直接選挙されることが想定されていたが、実際には理事会での選挙制度の策定が遅れ、選挙が行なわれるようになったのは1979年のことであった。選挙が実施されるようになってからの欧州議会はその後の基本条約によってその権限が拡大していった。ただ一方で欧州連合条約では、政府間主義を原則とする2本の柱の分野に関して、理事会により大きな権限を与えていた。
2009年に発効したリスボン条約では、予算を含むほぼすべての政策分野での決定過程で共同決定手続（リスボン条約によって「通常立法手続」に改称）が適用されることになり、これによって欧州議会の権限がさらに強化された。このほかに、共通外交・安全保障政策上級代表は欧州委員会の対外関係担当委員と統合されて、欧州委員会の委員も兼ねる「欧州連合外務・安全保障政策上級代表」となった。欧州委員会委員長の指名ついても直近の欧州議会議員選挙の結果を考慮することが求められている。さらに理事会においては条件付き多数決の適用範囲が拡大され、また欧州理事会が常任の議長を持つ、基本条約上の正式な機関となった。また「欧州諸共同体司法裁判所」が「欧州連合司法裁判所」に改称されたり、欧州中央銀行が基本条約上の正式な機関となった。

## 政治的機関
欧州連合における政策の執行と決定に関する権限は3つの機関に分配されている。理事会は加盟国政府を、欧州議会は市民を、欧州委員会はヨーロッパの利益をそれぞれ代表するものとなっている。まず理事会、欧州議会などの機関は欧州委員会に対して法案の作成を求める。これを受けて欧州委員会は法案を起草し、欧州議会と理事会に提出する。このとき法案の成立には、ほとんどの場合において両者の承認を得なければならない。法案が可決されて両期間の議長が署名すれば法律として成立する。欧州委員会は欧州連合の日常の業務において成立した法律が執行されることを確保し、法律が遵守されない場合には司法裁判所で訴えを起こす義務を負っている。

### 欧州議会

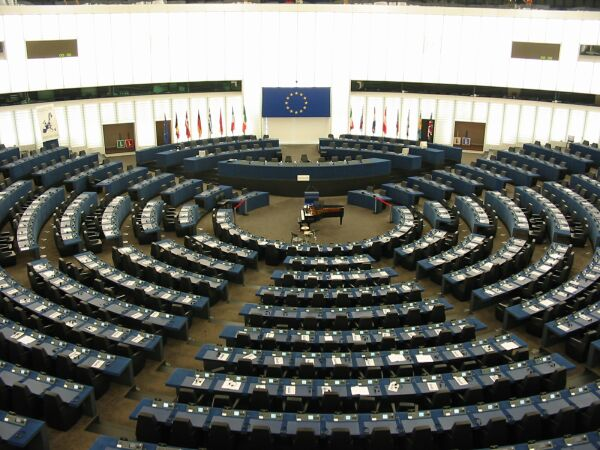
欧州議会は欧州連合において唯一、直接選挙される機関である

欧州議会は理事会とともに立法および予算に関する権限を有している。2009年7月以降、議長を務めているのは欧州人民党所属のイェジ・ブゼクである。736人の議員は5年ごとに普通選挙で改選され、政治志向によって会派が結成される。議員はおよそ5億人の市民を代表し、欧州連合の機関のなかではただひとつ直接選挙されている。欧州議会は理事会とともに両院制を形成しているものの、一部の重要分野においては理事会と比べて権限が弱く、また法案策定の主導権を有していない。しかしながら欧州議会は、理事会には与えられていない、欧州委員会に対する権限を有している。そのため欧州議会の民主的性質や権限から、世界でもっとも強力な立法機関のひとつであるされている。

### 欧州理事会

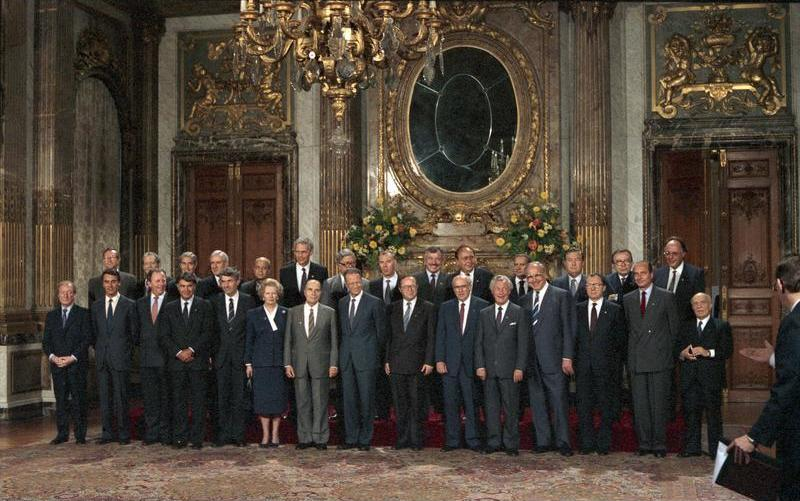
欧州理事会は加盟国の国家元首や政府の長で構成され、欧州連合の政治的指針を定める

欧州理事会は加盟国の国家元首または政府の長で構成される。欧州理事会は年4回の会合で欧州連合の政治指針を定め、統合を推進している。このため欧州理事会は欧州連合の最高意思決定機関に位置づけられている。2009年12月からヘルマン・ファン・ロンパウが務める議長は会合の進行を行い、欧州理事会の業務を進める役割を担っている。

### 理事会
理事会（欧州連合理事会、閣僚理事会ともされる）は立法権を有しており、欧州連合の主要な政策決定機関である。議長役は6か月ごとに各加盟国が輪番制で務めているが、連続3期の議長国は共通の計画を策定して協力している。
理事会はそれぞれの加盟国の閣僚1人ずつ、計27人で構成されている。ただし理事会は扱う分野によってさまざまな形態でその会合を開いている。たとえば農業についての議論を行なう場合には、理事会は各国の農業担当閣僚で構成される。各国の閣僚はそれぞれの政府を代表し、またそれぞれの国の政治制度に対して責任を持つ。採決は多数決または全会一致で行なわれ、多数決の場合には人口によってそれぞれの国の持ち票が割り当てられている。理事会は立法や予算について欧州議会と権限を共有しており、また共通外交・安全保障政策を主導している。

### 欧州委員会
欧州委員会は欧州連合の政策執行を担う。欧州委員会は各加盟国から1人ずつが任命されており、計27人で構成されているが、それぞれの委員は加盟国の利益から独立した立場であることと定められている。欧州委員会はすべての法律案を起草する義務を負い、法案提出権を独占している。また欧州連合の日常業務を担い、「基本条約の守護者」として法令や基本条約を支えることを使命としている。
欧州委員会を率いるのは欧州理事会が指名し、欧州議会が承認した委員長である。委員長は残りの委員を加盟国政府の協力を受けて指名し、それぞれの担当政策を割り当てる。欧州理事会は指名された委員人事案を採択するが、その採択にあたっては全会一致ではなく条件付き多数決が行なわれる。欧州議会はそれぞれの委員候補に対して聴聞を行うが、承認の是非は個別の委員候補に対するものではなく、委員会全体に対して行なう。欧州議会の承認が得られれば新委員会が発足する。2004年11月からはジョゼ・マヌエル・バローゾが務め、2010年2月には第2次バローゾ委員会が発足した。

## 非政治的機関

### 欧州中央銀行

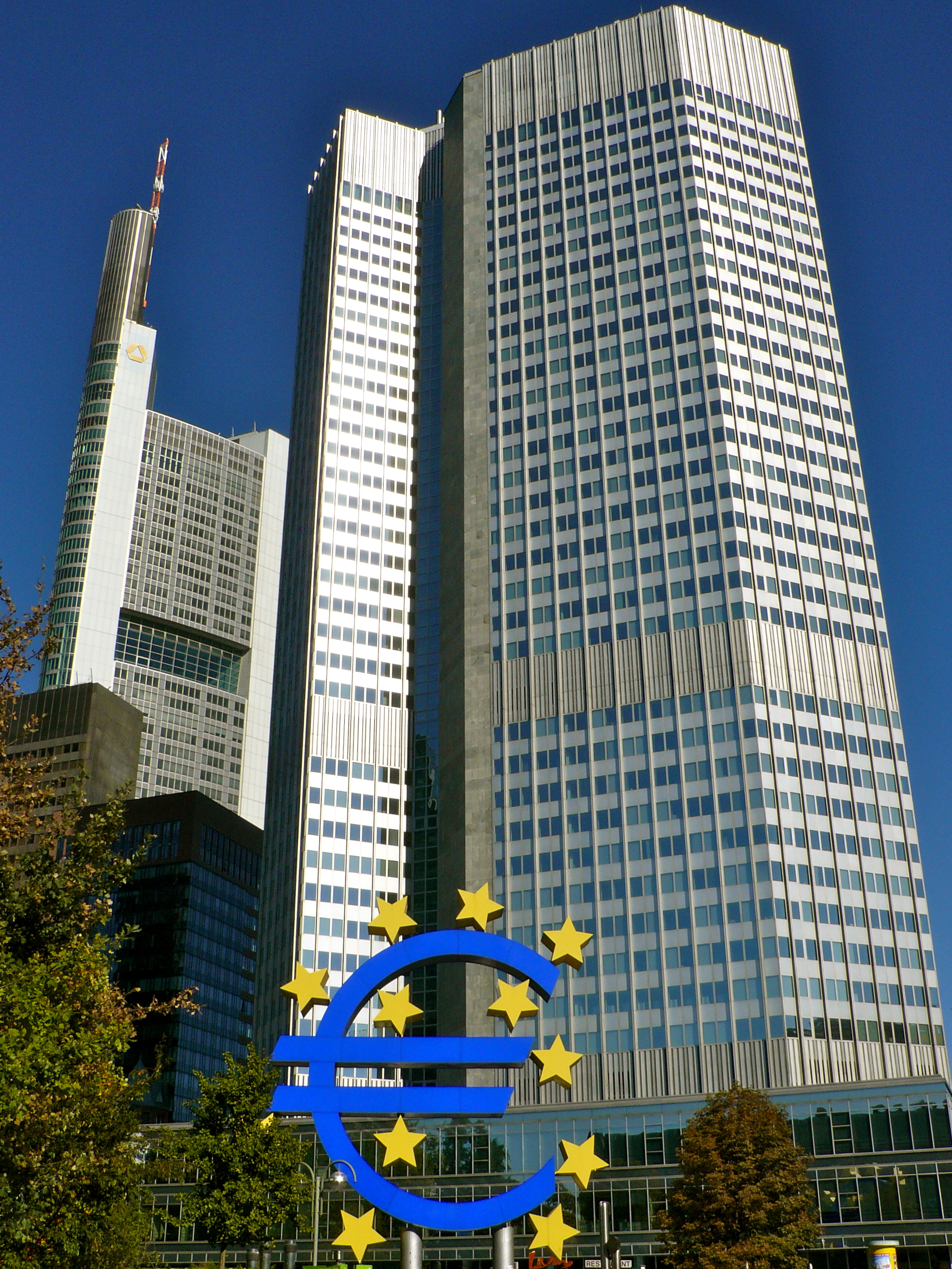
欧州中央銀行

欧州中央銀行はユーロ圏における中央銀行で、金融政策の実施によって物価安定に努めている。またすべての欧州連合加盟国の中央銀行で構成される欧州中央銀行制度の中核を担っている。欧州中央銀行は各加盟国の中央銀行総裁で構成される役員会と欧州中央銀行の総裁によって運営されており、2003年からはジャン＝クロード・トリシェが総裁を務めている。

### 欧州連合司法裁判所
欧州連合司法裁判所は欧州連合における司法府であり、欧州連合の法令や基本条約を解釈し、適用することを使命とする。欧州連合司法裁判所は欧州司法裁判所および一般裁判所 (旧称: 第一審裁判所) から成る。

### 会計監査院

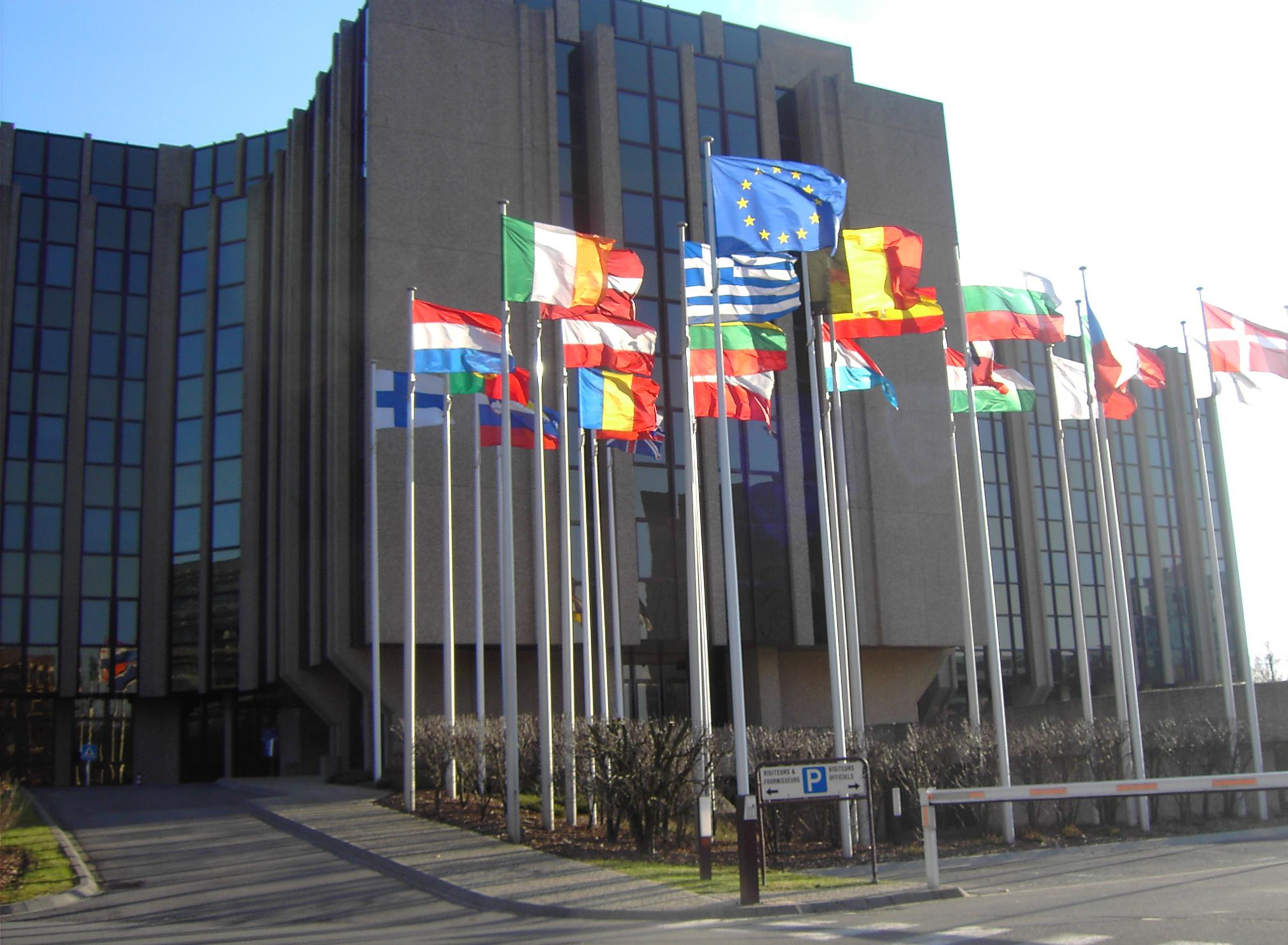
ルクセンブルクにある会計監査院の建物

欧州会計監査院には法的権限が与えられていない。ところが欧州会計監査院は、納税者から集められた欧州連合の資金が正しく使われていることの確保を使命としている。会計監査院は毎予算年度の監査報告書を理事会と欧州議会に提出している。欧州議会はこの報告書をもとに、欧州委員会の予算執行を承認するかどうかを決めている。また会計監査院は予算案や関連法案、また不正対策に関して意見や提案を述べることがある。
会計監査院は1975年に、欧州連合における不正対策のために独立した機関として設置された。会計監査院は理事会において各加盟国から1人ずつの委員が、任期6年で任命されている。また3年ごとに委員の中から委員長を選出している。

## 立法
欧州連合の法令の形態には複数のものがある。もっとも強力なものが規則であり、加盟国内において直接的な効力を持つ。指令は達成するべき目標について加盟国を拘束する。加盟国は目標の達成のためにそれぞれで独自の法令を定めるため、その方法については裁量が与えられている。決定は特定の個人や団体に対して直接的に効力を発する。また勧告や意見といったものがあるが、これらは拘束力を持たない。
通常立法手続はほぼすべての政策分野において適用され、欧州議会と理事会の両者を対等としている。通常立法手続では、欧州委員会は欧州議会と理事会に法案を提出する。欧州議会は理事会に対して修正案を送ることができ、理事会はその修正案を採択するか、あるいは「共通の立場」を送り返す。欧州議会は「共通の立場」を承認するか、あるいはさらに修正を加えた案を提示することになる。理事会が修正案を承認しない場合には「調停委員会」が設置される。調停委員会は理事会と欧州議会それぞれの同人数の代表者で構成され、妥協を模索する。双方が合意すれば、その妥協案の可決には欧州議会の絶対過半数の賛成が必要となる。重要分野では特別な手続が適用され、欧州議会の権限が制限される。

## 比較

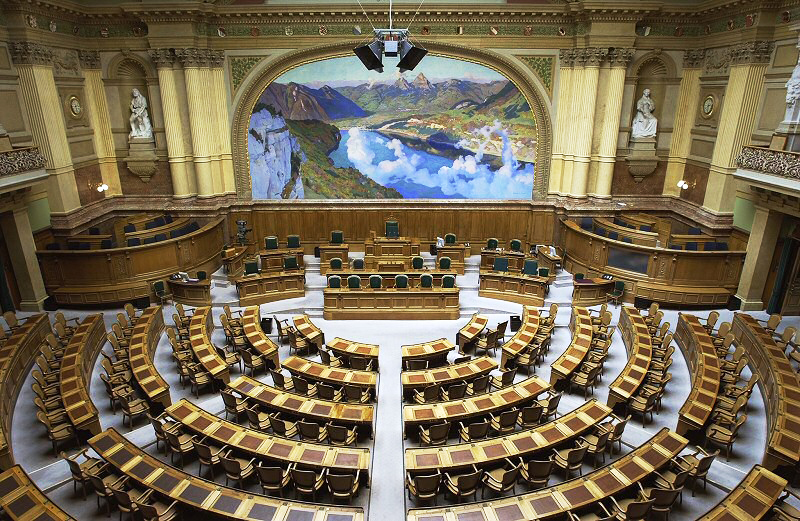
欧州連合の機関はスイス政府に類似している

欧州連合の運営体制はもっぱら独特なものであるが、細部ではほかの事例と対照することができる。権限の配分についての一般的な観点として、欧州連合はドイツの連邦制に似ているというものがある。ドイツの連邦制では連邦が行使していない状況で連邦州が権限を行使するなど、連邦と連邦州とのあいだにおいて権限は大部分が共有されており、また連邦規模での意思決定にさいしても連邦州が強くかかわっている。このようなドイツの連邦制は、連邦と州との権限が明確に分断され、また連邦の意思決定にさいして州の関与があまりないような、アメリカ合衆国など、ほかの国における連邦制とは一線を画している。
また欧州連合の機構は、直接的に模倣したわけではないが、スイスの政治機構と多くの類似点を持っている。スイスのコンセンサス型制度は言語や宗派でもって分断された国家をうまくつなげているものと評価される。欧州委員会と連邦参事会の類似する点として、両者はすべての加盟国・言語地域から構成員が任命されている。連邦参事会の議長は1年ごとに参事の間で持ち回りとなっているが、欧州連合では理事会の議長国が同様の方式を採っており、半年ごとに加盟国の間で持ち回りとなっている。このような大統領制をとっているためにスイスの指導者は比較的知られておらず、また国政も高度で官僚的なものととらえられ、結果として投票率の低迷につながっているが、これは欧州連合でも同様の傾向が見られる。さらにスイスと欧州連合のあいだでの類似点として、州・加盟国の権限の確保、複数の言語への翻訳、首都・本拠地を最大都市に置かないことなどが挙げられる。

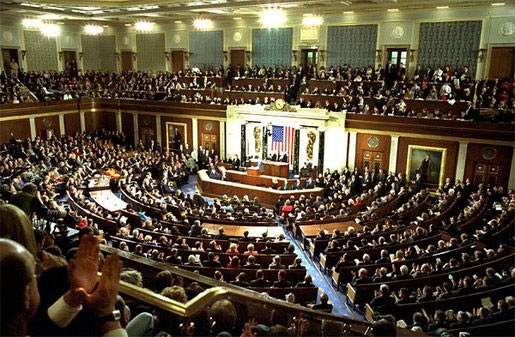
欧州議会はアメリカ合衆国下院と類似している

欧州連合における執行の権限は単一の機関に集中していない。これはリスボン条約でより明確なものとなり、同条約では欧州理事会を常任の議長を有するひとつの機関として位置づけている。このような配置は大統領と首相が並ぶフランスの双頭体制に類似している。ところがフランスの事例とは違って、欧州理事会議長には欧州委員会委員長の直接の任免や欧州議会の解散などの権限が法令において定められていない。そのため欧州理事会議長には権威があるものの権限がなく、逆に欧州委員会委員長には権限があっても権威がない。
欧州議会の性格は加盟国の議会よりもアメリカ合衆国の下院に類似しており、とくに委員会の規模や権限が大きい点、政党がきわめて分散化されている点、執行機関とは分離している点などが挙げられる。ほかの議会と比較して欧州議会で大きく異なっているのは、立法における主導権がないことである。ただしほとんどの議会において執行機関の支持を受けない立法があまり成功しないということを考えれば、この相違点を取りあげる価値があるかは疑問視される。同様に、欧州議会による法案の修正がなされる割合が平均で 80%、意見が分かれるような案件で 30% に上るという点を見ると、この率は国内の議会と比べるときわめて高いものであり、このことは欧州議会の独立性と権威性を示すものである。

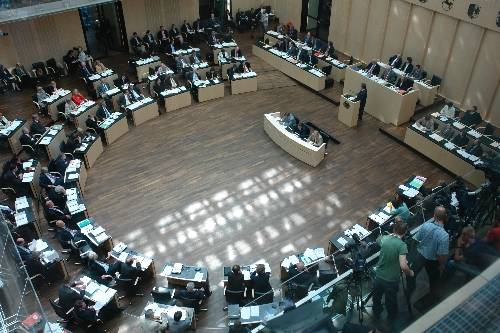
理事会とドイツの連邦参議院はともに加盟国・連邦州政府の代表者で構成されている

理事会の構成はドイツの上院に相当する連邦参議院にきわめて類似している。連邦参議院の議員は連邦州政府の代表者であり、その交替も州政府が決定するもので、この点は欧州連合の理事会にも共通する。連邦参議院の議員は連邦州における役職も兼務し、連邦州政府が交替させたり、あるいは連邦州における役職を退任したりすれば連邦参議院議員も辞職することになる。そのため議員は同時に選任されるということはなく、また多くの議会のような解散もない。議員は個人としてではなく連邦州政府を代表する立場として、採決においてはそれぞれの連邦州政府の意向に沿うように行動する。各連邦州はそれぞれの人口によって持ち票数が異なっており、意思決定においては絶対過半数を要する。また欧州連合の理事会の議長国が半年ごとに持ちまわるのと同様に、連邦参議院では連邦州の首相が1年ごとに持ちまわっている。ただ欧州連合の理事会と異なるのは、連邦参議院では議論の分野ごとに構成員が変わるということがない。

## 所在地
欧州連合の機関は単一の都市に集められておらず、ブリュッセル、ルクセンブルク、ストラスブールの3つの都市に分散している。このような配置は1992年に取り決められ、アムステルダム条約において基本条約の附属議定書として盛り込まれた。この議定書では、欧州委員会と理事会はブリュッセルに、欧州連合司法裁判所はルクセンブルクに、欧州議会はストラスブールにおくことがうたわれている。ただし、欧州委員会の一部の部局の所在地や理事会の開催地はルクセンブルク、欧州議会の委員会や一部の会議の開催地はブリュッセル、欧州議会の事務局の所在地はルクセンブルクとなっている。また欧州中央銀行の本店はフランクフルト・アム・マインに置くこととされている。欧州理事会はブリュッセルに拠点を置いているが、非公式会合はブリュッセル以外で開かれることがある。
ブリュッセルは主要機関がおかれていることから、欧州連合の中心地となってきた。北大西洋条約機構の本部もあることから、ブリュッセルにはワシントンD.C.よりも多くの報道記者や大使が集まっている。ところが3つの都市に配置する取り決めは批判の対象となってきており、なかでも欧州議会については複数の都市を多くの人が移動するということが議論となっている。欧州緑の党による試算では、機関が分散されていることで1年あたり2億ユーロ、20,268トンの二酸化炭素が無駄になっていると指摘されている。主要機関が集まっていることから欧州議会をブリュッセルにまとめるべきであるという考え方に支持が集まるいっぽうで、ヨーロッパの統合という歴史的重要性の観点から欧州議会をストラスブールに残すべきであるという主張も出されている。

## 上記以外の組織・専門機関
欧州連合には上記以外にも複数の組織や専門機関が設置されている。特定の案件について上記の機関が諮問しなければならないとされる2つの組織がある。1つがおもに労使関係にかかわる経済社会政策について意見を表明する経済社会評議会 (EU)で、さまざまな業界や職種の代表者で構成される。350人の議員は任期が5年で理事会の指名を受けているが、使用者、労働者、両者以外の利害関係を持つものを代表する3つの平等なグループに分かれている。もう1つは地域委員会で、選挙で選出された地域・地方政府の代表者で構成される。政治会派で分かれている350人の議員は理事会によって5年ごとに指名されている。欧州投資銀行は開発や統合に寄与するような長期融資を行なっている。
欧州委員会や理事会の下には多くの専門機関や外局が設置されている。これらの組織は法令や基本条約で設置されているもので、特定の問題や分野を取り扱っており、欧州環境機関や欧州刑事警察機構などがある。また複数の機関にまたがるような3つの組織があり、最古のものである欧州連合出版局は欧州連合の機関が作成した公式文書の印刷・発行を行なっている。また欧州人事選考局は欧州連合の機関における人事登用を担い、欧州職員研修所は欧州連合の機関に従事する職員の訓練を行なっている。これらのほかにも欧州連合の金銭的利害を守ることを使命とする欧州不正対策局、欧州議会の任命を受けて欧州連合の機関に対する市民の苦情を扱う任期5年の欧州オンブズマン、欧州連合の機関がデータ処理に関して市民のプライバシー権を尊重することを確保する欧州データ保護監視官局がある。

### 欧州の専門機関
- 欧州GNSS監督庁（EGSA）
- 共同体漁業管理機関（CFCA）
- 植物種保護局（CPVO）
- 欧州復興機関（EAR）
- 欧州労働安全衛生機関（EU-OSHA）
- 欧州対外国境管理協力機関（FRONTEX）
- 欧州航空安全機関（EASA）
- 欧州疾病予防管理センター（ECDC）
- 欧州職業訓練開発センター（CEDEFOP）
- 欧州化学機関（ECHA）
- 欧州環境機関(EEA)
- 欧州食品安全機関（EFSA）
- 欧州生活労働条件改善財団(EUROFOUND)
- EU基本権機関（FRA）
- 欧州海上保安機関（EMSA）
- 欧州医薬品審査庁(EMEA)
- 麻薬・麻薬中毒患者監視センター(EMCDDA)
- 欧州ネット・情報セキュリティ機関（ENISA）
- 欧州鉄道機関（ERA）
- 欧州研修財団（ETF）
- 欧州共同体商標意匠庁（OHIM）
- EU諸機関翻訳センター（CdT）

：出典